# Salvador (1986)
Salvador é um filme estadunidense de 1986, do gênero drama, com roteiro baseado em fatos reais, dirigido, produzido e escrito por Oliver Stone.

## Sinopse
O filme conta a história de Richard Boyle, um jornalista estadunidense que se desloca para El Salvador em 1980 a fim de cobrir a guerra civil daquele país. Enquanto cobre o conflito, ele envolve-se tanto com os guerrilheiros de esquerda, que querem seu lado do conflito publicado na imprensa estrangeira, quanto com os militares de direita, que querem as fotos dos rebeldes.
O retrato de Stone do conflito é simpático à causa da esquerda revolucionária camponesa, apesar de lamentar o assassinato de prisioneiros por esta em uma cena crucial. O filme critica fortemente o apoio do governo dos Estados Unidos aos militares de direita e seus esquadrões da morte, denunciando o assassinato de quatro missionárias católicas estadunidenses, dentre elas, Jean Donovan, que teve seu nome mudado para Cathy Moore no filme.
O retrato da Igreja Católica como uma força na luta pela justiça social reflete os acontecimentos da época, exemplificado na cena do sermão de Óscar Romero, baseado quase palavra por palavra no discurso que Romero fez antes de ser assassinado por um esquadrão da morte.

## Elenco
| Ator             | Personagem                       |
| ---------------- | -------------------------------- |
| James Woods      | Richard Boyle                    |
| James Belushi    | Dr. Rock                         |
| Michael Murphy   | Embaixador Thomas Kelly          |
| John Savage      | John Cassady                     |
| Elpidia Carrillo | María                            |
| Tony Plana       | Major Maximiliano "Max" Casanova |
| Colby Chester    | Jack Morgan                      |
| Cynthia Gibb     | Cathy Moore                      |
| Will MacMillan   | Coronel Bentley Hyde             |
| Valerie Wildman  | Pauline Axelrod                  |
| José Carlos Ruiz | Arcebispo Óscar Romero           |
| Jorge Luke       | Coronel Julio Figueroa           |
| Juan Fernández   | Tenente do exército              |

## Recepção
Salvador fez sucesso entre os críticos de cinema, mas foi relativamente mal-sucedido nas bilheterias, arrecadando apenas 1,5 milhão de dólares - três vezes menos que seu custo de produção - nos Estados Unidos.[carece de fontes?]

## Prêmios e indicações
Independent Spirit Awards
- Melhor filme – Oliver Stone e Gerald Green (indicados)
- Melhor direção – Oliver Stone (indicado)
- Melhor ator principal – James Woods (vencedor)
- Melhor atriz principal – Elpidia Carrillo (indicada)
- Melhor roteiro – Oliver Stone e Richard Boyle (indicados)
- Melhor fotografia – Robert Richardson (indicado)

Oscar
- Melhor ator principal – James Woods (indicado)
- Melhor roteiro original – Oliver Stone e Richard Boyle (indicados)